# Armored Systems Modernization
Armored Systems Modernization (ASM) war ein Rüstungsprogramm der United States Army, das Mitte der 1980er begann und nach dem Ende des Kalten Krieges eingestellt wurde. Es stellt den ersten Versuch der Army dar, die Heereslogistik durch die Einführung eines gemeinsamen gepanzerten Fahrgestells zu vereinfachen. Durch eine Reihe von fortschrittlichen Technologien sollten die Anforderungen an zukünftige Gefechtsfahrzeuge berücksichtigt werden. Das Nachfolgeprogramm ist das Future Combat Systems.

## Geschichte

### Die Anfänge
Die Anfänge des ASM-Programms lagen in einer Reihe von Analysen und Studien der US-Armee, welche von 1979 bis 1985 andauerten. Der Fokus dieser Arbeiten lag darin, die vorhandenen Defizite bei Bodenkampfsystemen festzustellen, und Lösungsvorschläge zu entwickeln. Ein häufig aufgeworfener Vorschlag war, eine Familie von Fahrzeugen zu entwickeln, um größtmögliche Kommunalität zwischen den Fahrzeugen zu erreichen. Obwohl die Idee nicht neu war, wäre sie doch eine Abkehr von der traditionellen Beschaffungspolitik, welche ein spezielles Fahrzeug für einen speziellen Zweck vorsah. Diese Herausforderung wurde von den Spitzen der US-Armee lange als nicht machbar bewertet, allerdings bereitete der Armeeführung und ihren Logistikern die zunehmende Vergrößerung der Modellpalette sorgen: 1976 besaß die Armee noch fünf verschiedene Wannen, Fahrwerke und Ketten, drei verschiedene Motoren und vier unterschiedliche Getriebe. Für 1986 wurden bei gegenwärtiger Beschaffungspolitik 17 verschiedene Wannen, acht verschiedene Gleisketten, fünf unterschiedliche Motoren (mit 14 Antriebskonfigurationen) und acht Getriebe prognostiziert. Da jedes der Systeme immer komplexer wurde, sanken die Gemeinsamkeiten sukzessive ab. Die Entwicklung einer Panzerfamilie würde diesen Trend umkehren, und die Gefechtsfeldlogistik vereinfachen. Aus diesem Grund erlangte der Vorschlag, eine Familie von Fahrzeugen zu entwickeln, schließlich das Wohlwollen der US-Armeeführung.
1985 stellte das Defense Science Board (DSB) eine Armor/Anti-Armor Study vor, welche die grundsätzliche Strategie bei der Entwicklung der Systeme vorgab. Die Studie kam zu dem Schluss, dass die Fähigkeit der US-Armee, ihre Forschungs- und Entwicklungsarbeiten in konkrete Projekte einfließen zu lassen wesentlich schlechter als bei der Roten Armee war. Das Verteidigungsministerium der Vereinigten Staaten und der Kongress der Vereinigten Staaten wurden dafür verantwortlich gemacht. Die Studie kritisierte auch fehlende, zielgerichtete Arbeiten um Synergieeffekte zu nutzen. Zusätzlich wurde vorgeschlagen, eine proaktive Beschaffungspolitik anzustreben: Statt Waffensysteme zur Bekämpfung existierender Bedrohungen zu entwickeln, sollten diese zukünftig erwartete Feindbedrohungen bekämpfen können. Die Armor/Anti-Armor Study stützte die Idee einer Panzerfamilie und forderte die Verantwortlichen auf, das Projekt voranzutreiben. Gleichzeitig warnten auch verschiedene Bedrohungsanalysen, dass die qualitative Überlegenheit der NATO die quantitative Überlegenheit des Paktes in naher Zukunft nicht länger ausgleichen könne. Um die Bedrohungslage besser abschätzen zu können, wurden in diesem Zeitraum zukünftige sowjetische Kampfpanzer (Future Soviet Tank, FST) postuliert:
- FST-1: Bezeichnete den T-80U und den T-72B, als Kampfwertsteigerung etablierter Modelle.
- FST-2: Kampfpanzer mit unbemanntem Turm und 2–3 Mann Besatzung in der Wanne, Blendlaser und immun gegen (zu diesem Zeitpunkt existierende) Panzerabwehrmunition der NATO. Die potentielle Bedrohung führte später zur Einführung des M1A1HA mit Uranpanzerung als Zwischenlösung.[2]
- FST-3: Das Fahrzeug sollte die existierenden Kampfpanzer wie den M1 Abrams deklassieren.[3] Zur Zerstörung des FST-3 wurde eine Kanone mit einer Mündungsenergie von 18 MJ als notwendig angesehen.[4]

FST-1 und FST-2 wurden um 1990 erwartet. Als Gegenmaßnahme wurde eine Komplettmodernisierung der US-Armee empfohlen. Im Oktober 1985 stellte der Chief of Staff of the Army eine Armored Family of Vehicles Task Force (AFVTF) zusammen mit dem Auftrag, ein konkretes Konzept auszuarbeiten. Ziel war eine Reduzierung der Lebenszykluskosten der Fahrzeugflotte um 40 %. Das Projekt war in zwei Phasen eingeteilt. Die Erste erörterte grundsätzliche Fragen, zum Beispiel ob nur gemeinsame Komponenten, oder gleiche Wannen mit unterschiedlichen Türmen, oder Wannen mit spezifischen Missionsmodulen verwendet werden sollten. Die Zahl der Varianten sollte dabei so gering wie möglich sein. Ebenso wurden Technologien ausgewählt, welche in die Plattformen integriert werden sollten: Dazu zählten unter anderem eine modulare Bauweise, künstliche Intelligenz und Robotik, eine Freund-Feind-Erkennung, fortschrittliche Vetronics und Schutz vor Energiewaffen. Dabei wurden über 30 verschiedene Fahrzeuge vorgeschlagen, unter anderem 14 für die Assault Forces, 10 für die Assault Support Force und 5 für die Battle Support Force. Dafür sollten drei Fahrmodule (leicht, mittel und schwer) entwickelt werden, und mit einem versionsspezifischen Missionsmodul ausgerüstet werden. Um den Beschaffungsprozess zu beschleunigen, sollte auf die Prototypenphase verzichtet werden, und gleich mit der Serienproduktion begonnen werden. Dafür sollten Computermodelle und -simulationen hinzugezogen werden. Das Prinzip wurde auch beim Light Helicopter - Experimental (LHX) angewandt.
Vom September 1986 bis August 1987 wurde eine Aufforderung zur Angebotsabgabe ausgesandt, auf die sich vier Industriekonsortien bewarben: Armored Vehicle Technologies Associated (AVTA), Teledyne Continental Motors (TCM), General Motors Corporation (GMC), PACCAR und die AAI Corporation. AVTA (General Dynamics), Teledyne Continental Motors (TCM) und General Motors Corporation (GMC) gewannen schließlich die Ausschreibung.

### Reduzierung der Plattformen

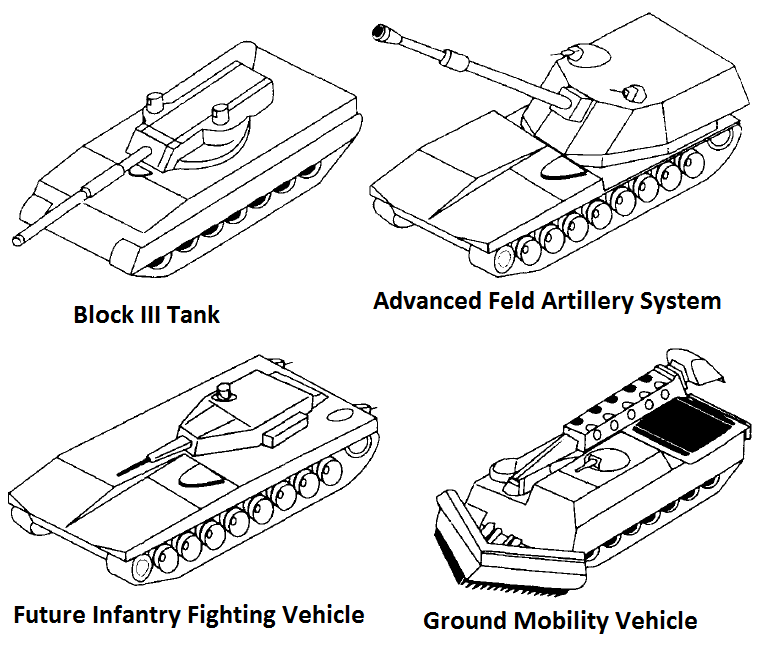
Konzepte der US-Armee für die schwere Plattform des ASM-Programms (1991)

Bevor Phase II beginnen konnte, wurde das Projekt einem Review unterzogen. Gleichzeitig wurden neue Studien zum Konzept der AirLand Battle berücksichtigt, die im Oktober 1987 fertig waren, was zur Anpassung der Leistungsanforderungen an die einzelnen Fahrzeuge führte. Phase II begann schließlich im September 1987 und lief bis Februar 1989. Wegen der hohen Kosten, 28 Systeme gleichzeitig entwickeln zu müssen, einigte man sich auf eine evolutionäre Beschaffung der einzelnen Fahrzeuge. Im Dezember 1987 kam es schließlich zur ersten Budgetkürzung für das Programm. Im Februar 1988 kam es zu einem weiteren Review (das erste im November 1987 führte nur zu einer Verschiebung des Zeitplans), in dem die Einführung eines HI/LO (neu/alt) Mix beschlossen wurde. Die Anforderungen an eine leichte Plattform wurden fallen gelassen, und die Gesamtzahl der Fahrzeuge wurde reduziert. Zusammen sollten diese Maßnahmen die Kosten reduzieren. Im März 1988 traf die Force Modernization Strategy Working Group (FMSWG) zusammen, um die Prioritäten bei der Beschaffung festzulegen. Da die Einführung der mittleren Plattform später als 1994 erfolgen würde, wurde erwogen diese auf Basis des M2 Bradley zu verwirklichen. Die Prioritätenliste wurde jedoch schon im April mit dem dritten Review verworfen. Im Mai wurde schließlich folgende Liste an Fahrzeugen beschlossen:
- HEAVY PROTECTION CHASSIS: CMV, LOS-AT, AFAS-C, FIFV, FACS
- MEDIUM PROTECTION CHASSIS: FARV-A&F, RAMS, NLOSS-AD/AT, FC2V, NBCRS

Neue Fahrzeuge sollten nur eingeführt werden, wenn sie eine spürbare Verbesserung der Fähigkeiten darstellten. Das FACS (Kampfpanzer) sollte aufgrund seiner Komplexität und der Wichtigkeit seines Wannendesigns als erstes beschafft werden. In der Zwischenzeit wurde an einer Kampfwertsteigerung des M1 Abrams auf die Version A3 gearbeitet, welche mit einem elektrothermisch-chemischen Geschütz oder einer Railgun ausgerüstet werden sollte, um zukünftigen Bedrohungen zu begegnen. Als absehbar war, dass dies auch in naher Zukunft ein Wunschtraum bleiben würde, wurde das Block-III-Upgrade des Abrams ausgesetzt. Da der M1A3 fast komplett neu entwickelt werden sollte, wurde der M1A3 zugunsten des FACS aufgegeben, was daraufhin auch als Block-III-Panzer bezeichnet wurde. Im Sommer 1988 wurde schließlich folgende Beschaffungspriorität vereinbart:
- Package I: FACS, FIFV, LOS-AT, FC2V, CMV, FARV-A&F, MARS
- Package II: AFAS-C, FS/COLS, SV, MEV

Wie ersichtlich änderte sich die Zusammensetzung der Fahrzeuge im Monatstakt, lediglich der Kampfpanzer (FACS), der Schützenpanzer (FIFV), der Raketenjagdpanzer (LOS-AT), der Führungspanzer (FC2V), die Panzerhaubitze (AFAS-C) und der Munitionstransportpanzer (FARV-A&F) blieben Konstanten. Die Fahrzeuge des Package II sollten beschafft werden, sobald das Budget es zulassen würde. Da die M109 schon damals nicht mehr zeitgemäß war, wurde in einem weiteren Review das AFAS-C in das Package I aufgenommen. Im August wurde schließlich das neue Package I vorgestellt, welches nach dem Review im September 1988 wie folgt aussah:
- HEAVY PROTECTION CHASSIS: FACS, AFAS-C, FIFV, CMV
- MEDIUM PROTECTION CHASSIS: LOS-AT, FARV-A

Das Armored Family of Vehicles Programm wurde daraufhin in Heavy Force Modernization Program (HFM) umbenannt. Der Secretary of the Army bestätigte das Package I im März 1989. Im Februar 1990 wurde der Name in Armored Systems Modernization Programm (ASM) abgeändert.

### Versuchsträger und Technologien
Bereits im August 1982 startete das US Army Tank-Automotive Command (TACOM) die Entwicklung des Advanced Integrated Propulsion System (AIPS), um ein neues Antriebssystem für zukünftige Kampfpanzer zu schaffen. Dabei sollte dieselbe Antriebsleistung wie bei der Kombination von AGT1500-Gasturbine und X1100-3B-Getriebe zur Verfügung stehen, allerdings mit wesentlich kompakteren Abmessungen. Es wurde die Option eines Diesel- (AIPS-D) und eines Turbinenantriebs (AIPS-T) untersucht.
Gleichzeitig startete die US Army Entwicklungsprogramme für das Waffensystem Kampfpanzer, welche zu den TTB (Tank Test Bed) und CATTB (Component Advanced Technology Test Bed) Prototypen führten. Das TTB von 1985 bestand aus einer überarbeiteten Wanne des Kampfpanzers M1 Abrams. Der Turm wurde entfernt, und durch ein neues, unbemanntes Modell mit Ladeautomat und Magazin im Turmkorb ersetzt. Die Waffenanlage M256 im Kaliber 120 mm wurde beibehalten. Im Wannenbug saßen die drei Besatzungsmitglieder (Fahrer, Kommandant, Schütze) nebeneinander in einem abgetrennten Kompaktkampfraum. Die Wannenfrontpanzerung wurde stark aufgedickt, um die Beschussfestigkeit zu verbessern.
Das Component Advanced Technology Test Bed (CATTB) wurde von 1987 bis 1988 genutzt und sollte einen Teil der Technologien erproben, welche im Block-III-Kampfpanzer verbaut werden sollten. Gleichzeitig sollte damit eine Kampfwertsteigerung für den M1 Abrams aufgezeigt werden. Dazu wurde das dieselgetriebene Advanced Integrated Propulsion System (AIPS-D) in die Wanne integriert, und zusätzliche Staubschürzen an den Seitenschürzen befestigt. Die Turmfront, -seiten und -dachpanzerung wurde massiv verstärkt, und die XM291 140-mm-Pulverkanone mit dem XM91 Ladeautomat in den Turm eingebaut. Ein besseres Feuerleitsystem war angedacht, konnte aber nicht im Rahmen des Budgets verwirklicht werden.
In den 80er Jahren wurde auch mit der Entwicklung des Vehicle Integrated Defense System (VIDS) begonnen. Das System sollte die Besatzung vor Bedrohungen warnen und als Softkill-System dienen, um die Überlebensfähigkeit der Plattformen zu erhöhen. Ein Live-Demonstration des VIDS fand mit einem M1 Abrams auf der Eglin Air Force Base im August 1992 statt. Der Laserwarner und die Nebelmittelwurfanlagen erwiesen sich dabei als zuverlässig, der Radarwarner und der Non-Imaging Sensor (Mikrophone) machten noch Probleme. Mit der Einstellung des Programms lief auch hier die Entwicklung aus.

### Das Ende
Das Projekt stand bereits 1989 unter Beschuss des Kongresses, da dieser das Programm für ziellos, planlos und überambitioniert hielt. Weitere politische Probleme ergaben sich im gleichen Jahr durch die Operation Just Cause, welche den Kongress daran erinnerte, dass die US-Armee seit 12 Jahren einen Bedarf für einen Luftlandepanzer anmeldete, ohne sich konkret um eine Beschaffung zu bemühen. Folglich wurde gedroht die Finanzierung des ASM-Programms einzustellen, sollte die Army keinen Luftlandepanzer in das ASM-Programm aufnehmen, was im Februar 1990 auch tatsächlich geschah. Um der Erpressung nachzugeben, wurde noch ein Armored Gun System (AGS) in das Programm eingeführt, wodurch das Konzept einer Fahrzeugfamilie ad absurdum geführt wurde.
Zusätzlich bezweifelten das Office of the Secretary of Defense und der Kongress, dass die Beschaffung ohne eine vorhergehende Prototypenphase sinnvoll sein würde. Die Army verwies darauf, dass der Zeitplan durch den Bau von Prototypen um zwei Jahre nach hinten rücken würde. Des Weiteren wurde bezweifelt, ob ein neuer Panzer nach dem Zusammenbruch der Sowjetunion überhaupt notwendig sei. Das Defense Acquisition Board bestätigte im August 1990 die Notwendigkeit des Block-III-Panzers, ebenso wurde die Demonstrationsphase des Package I genehmigt. Die Truppeneinführung des neuen Kampfpanzers sollte 2002 erfolgen.
Allerdings drückte der Kongress im September seine Besorgnis über die Programmkosten aus und bemängelte, dass der Block-III-Panzer das Erstfahrzeug sein solle. Nach Meinung der Politiker sollte die Panzerhaubitze AFAS-C eine höhere Priorität bekommen, um die Defizite der Panzerartillerie schneller zu beseitigen. Die Army reagierte darauf, indem sie der AFAS-C die zweithöchste Priorität bei der Entwicklung gab.
Im Dezember 1990 wurde das System LOS-AT mit einem schwarzen Projekt verbunden, was die Entwicklung verzögerte. Im selben Monat gab der Kongress schließlich das Geld für die Entwicklung frei, woraufhin die Army AVTA (General Dynamics) und Teledyne Continental Motors (TCM) mit Entwicklungsaufträgen bedachte. Die General Motors Corporation (GMC) ging leer aus und klagte im März 1991 vor dem Government Accountability Office. Bis zur Abweisung der Klage im Juni 1991 stand das Projekt wieder still.
Obwohl die Panzerhaubitze auf Platz 2 der Entwicklung vorrückte, was dies dem Kongress nicht gut genug. Er schlug vor die AFAS-C aus dem Programm auszulagern, und im Gegenzug das Budget des ASM-Programms um 6 % zu kürzen. Auch wurde nach dem guten Abschneiden der eigenen Panzerfahrzeuge im Zweiten Golfkrieg die Notwendigkeit einer Neubeschaffung verneint. Die Unterstützung für das Programm begann nun zu bröckeln, und die Army musste wieder einmal umstrukturieren, um einer Komplettstreichung zuvorzukommen. Der Block-III-Panzer und die anderen Systeme wurden deshalb verzögert, während das Lieblingsspielzeug der Politiker, die Panzerhaubitze AFAS-C und ihr Ladefahrzeug FARV-A, weiterentwickelt werden sollten.
Anfang 1992 wurde der Vorschlag der Army vom Kongress abgelehnt. Das ASM-Programm war damit nach 13 Jahren erfolgreich totverwaltet, nur das AFAS-C und sein Ladefahrzeug FARV-A wurden weiterverfolgt. Ironischerweise wurden die Lieblingsprojekte der Politik, das AFAS-C und FARV-A, sowie das M8 Armored Gun System später nicht beschafft. Stattdessen wurde das Nachfolgeprojekt Future Combat Systems ins Leben gerufen.

## Technik
Ein Konsortium unter Führung von General Dynamics Land Systems (GDLS) erhielt im Dezember 1990 von der US-Armee den Auftrag, einen Kampfpanzer der vierten Nachkriegsgeneration zu entwickeln. Im Gegensatz zum Panzerkampfwagen 2000 war das Fahrzeug wie der schwedische Strv 2000 als Fronttriebler mit drei Mann Besatzung und einer 140-mm-Pulverkanone konzipiert. Um trotz des Raumbedarfs für den Antriebsstrang einen adäquaten Frontschutz zu gewährleisten, wurde die Wannenfront sehr stark geneigt, um die effektive Panzerungsstärke zu erhöhen. Der Fahrer war klassisch in der linken Wannenfront untergebracht, im Turmkorb sollten Kommandant und Schütze Platz nehmen. Das Future Armored Combat System (FACS) sollte dabei das Erstfahrzeug einer Panzerfamilie bilden, die auf dem Common Heavy-protection Chassis (CHC) des Kampfpanzers aufbauen sollte. Die maximale Masse der Fahrzeuge sollte bei 70 tons (63,5 Tonnen) liegen.

### Überlebensfähigkeit
Durch die Wahl einer scheitellafetierten Kanone konnte die frontale Silhouette gegenüber dem M1 Abrams deutlich reduziert werden. Da das Fahrzeuggewicht fast unverändert blieb und das Volumen des AIPS um 40 % unter dem des Abrams-Antriebes lag, konnte der Panzerschutz der Wanne extrem verstärkt werden. Gleichzeitig konnten durch die Wahl eines hydropneumatischen Fahrwerks 17 Kubikfuß (0,48 m³) im Fahrzeugboden eingespart werden, um die Wanne tiefer zu legen. Das Fahrzeug sollte eine modulare, leicht austauschbare Panzerung verwenden, um sich besser an den technischen Fortschritt und Gefechtsfeldbedürfnisse anpassen zu können. Die Zielvorgabe der US-Armee war, das der Frontschutz gegen Wuchtgeschosse um mindestens 35 % erhöht werden müsse, und der Seitenschutz um 48 %. Dabei sollte das Potential bestehen, den Panzerschutz um 50 % zu erhöhen, zu Lasten eines höheren Fahrzeuggewichtes. Das Zielgewicht lag für den Block-III-Panzer bei 57 bis 62 Tonnen (51,7 bis 56,2 Mg). Die modulare Anordnung sollte es ermöglichen in Konflikten niedriger Intensität das Schutzpaket auf RPG-7-Bedrohungen zu optimieren um eine leichtere Fahrzeugmasse zu erreichen, oder um die Panzerung für Lufttransporte abzunehmen.
Als zentrales System für das Situationsbewusstsein und den Schutz der Besatzung war das Vehicle Integrated Defense System (VIDS) geplant. Dieses System bestand aus mehreren Sensoren und Rechnern, welches die Überlebensfähigkeit des Fahrzeuges durch die automatische Verarbeitung von Gefechtsfeldinformationen in Echtzeit verbessern sollten. Die Sensoren verarbeiteten die Daten dabei vor, bevor diese an einen zentralen Rechner zur Sensorfusion weitergeleitet wurden. Die einzelnen Bestandteile des Systems waren dabei durch einen MIL-STD-1553-Bus miteinander verknüpft. Die Art der Sensoren wurde am 1. September 1984 beim „Design Freeze“ festgelegt. Dabei handelt es sich um:
- Non-Imaging Sensor (NIS): Eine unbekannte Zahl an Mikrophonen, die Ziele akustisch orten und identifizieren sollten. Der NIS wertete dabei alle 250 ms ein Sample aus und zeichnete die Daten für 10 Ziele mit der höchsten Priorität auf (Frequenz und Leistung). Die Emitter wurden dabei identifiziert und lokalisiert, wobei die Lokalisierung aus den Daten Azimut, Elevation und geschätzter Entfernung bestand, relativ zur Plattform.[7] Die Reichweite lag bei 15 km für die Erkennung und 7 km für die Identifikation von Helikoptern, mit einer 360° Abdeckung.[5]
- Optics Sensor (OS): Das System AN/VLQ-7 Stingray dient der Störung von Boden- und Luftzielen, indem feindliche Optiken erkannt und gestört werden. Das OS besteht aus einem Laser (mutmaßlich Nd:YAG) zur Abtastung der Umgebung; Optiken wie Zielfernrohre, CCD-Systeme oder Winkelspiegel werden durch die Rückstrahlung entdeckt. Das System leitet dann einen Bekämpfungsvorgang mit einem Blendlaser ein. Je nach Modus arbeitet das System automatisch, halbautomatisch (manuelle Freigabe des Blendens) oder durch manuelle Steuerung. Von den beim Raster-Scan entdeckten Zielen wurden Elevations, Azimut und Entfernungsdaten alle 200 ms an den Zentralrechner weitergegeben.[7]
- Laser Sensor (LS): Die Laserwarner stellten fest, ob der Panzer durch einen Laser angepeilt oder beleuchtet wird. Die Schnittstelle basierte auf dem Radarwarner AN/ALR-69. Dabei wurde die Peilung des Lasers festgestellt und die Pulsdaten analysiert, um die Art der Bedrohung festzustellen. Die Daten (Azimut und Typ) wurden alle 100–200 ms an den Zentralrechner weitergegeben.[7] Wurde später als Laser Warning Receiver (LWR) bezeichnet. Die Abdeckung betrug 360° im Azimut und −10/+40° in der Elevation.[5]
- Passive Missile Detector (PMD): Raketenwarner, auch als Missile Warning System (MWS) bezeichnet. Wurden später von Honeywell als AN/AAR-47 in Serie überführt. Zum Zeitpunkt des „Design Freeze“ waren noch keine genauen Angaben verfügbar. Das System arbeitet auf Infrarotbasis. Als Auslesegeschwindigkeit waren 250 ms vorgesehen, und eine Ortungsreichweite von etwa 10 km. Die Azimut-, Elevations- und Entfernungsdaten sollten ebenso wie die Art der Bedrohung weitergegeben werden.[7] Die Abdeckung beträgt 360° im Azimut und −10/+40° in der Elevation, die Reichweite wurde später mit 6 km angegeben. Das System ist nicht in der Lage, die Waffe im Flug zu verfolgen.[5]
- Millimeter Wave Radar (MMW): Ein Radar mit Millimeterwellen, das sowohl aktiv als auch passiv arbeiten würde; sollte später in das VIDS integriert werden.[7] Wurde später als Future Armored System Radar (FAST) bezeichnet. Konnte Ziele suchen, entdecken und klassifizieren. Offiziell war dies in einem 90° Sektor möglich, mit einer Reichweite von 200 bis 5000 m. Die Abdeckung sollte 210° im Azimut und nur 0/10° in der Elevation betragen.[5]
- NBC-Sensor (NBC): Ein Sensor sollte noch radiologische, chemische und biologische Gefahren aufspüren.[7]
- Tank Radar Warning Receiver (TRWR): Radarwarnanlage für den Panzer, wurde erst später integriert. Die Abdeckung betrug 240° im Azimut und −5/+80° in der Elevation. Konnte auch den Sendemodus feststellen (Suchen, Verfolgen, Datenlink).[5]
- Muzzle Flash Detector (MFD): Sensor zur Erkennung von Mündungsfeuer, konnte allerdings nicht feststellen, ob das eigene Fahrzeug beschossen wird. Die Abdeckung betrug 360° im Azimut und −10/+40° in der Elevation. Das Geschoss wurde nicht verfolgt.[5]

Alle Daten wurden zusammen mit den Eingaben der Besatzung in das Data Management System (DMS) eingespeist, welches die multispektrale Sensorfusion durchführte. Das DMS wurde in Ada programmiert und arbeitete auf einem angepassten Motorola 68000 Prozessor. Wurde ein Ziel oder Angreifer entdeckt, erarbeitete der Zentralrechner daraufhin vollautomatische Gegenmaßnahmen, die er aus einer Liste an Möglichkeiten auswählen konnte:
- Aktivierung eines Laserstörsenders gegen lasergelenkte Waffen (Laser decoy, LD).[7] Das später Laser Countermeasure Device (LCMD) genannte Gerät projizierte einen Laserpunkt in 30 m Entfernung vom Fahrzeug auf den Boden. War effektiv im Umkreis von 360°.[5]
- Ein Infrarotstörsender gegen SACLOS-gelenkte Flugkörper (Missile Tracker Jammer, MTJ).[7] Das später als Missile Countermeasure Device (MCD) bezeichnete Gerät besaß eine Abdeckung von ±5° im Azimut und ±18° in der Elevation. Das System konnte sich unabhängig vom Turm bewegen.[5] Langfristig war die Integration des AN/VLQ-6 geplant.[8]
- Zum Ausbringen von Düppeln, Flares und Nebel wurde das Pedestal-Operated Multi-Ammunition Launching System (POMALS) von Israel Military Industries verwendet. Zwei unabhängig richtbare Werfer mit je 180° Abdeckung konnten innerhalb von 4 Sekunden eine 30° breite Nebelwand erzeugen.[5]
- Das Combat Protection System (CPS) ist der Name für den Blendlaser des Optics Sensors (AN/VLQ-7). Das System war unabhängig vom Turm drehbar. Der Blendlaser deckt 0 bis 30° in der Elevation ab, die effektive Reichweite liegt bei 700 bis 8000 Metern.[5][7]
- Das Ausrichten der Hauptwaffe gegen den Angreifer (Main Weapon Counterfire, MWCF) mit einer Genauigkeit von ±5°. Bedingt durch die Waffenanlage konnten 360° im Azimut und −10/+20 in der Elevation abgedeckt werden, mit einer effektiven Reichweite von 3000 m.[5][7]

Bei gewissen Bedrohungslagen empfahl das System auch das Fahren in Deckung. Manchen Quellen zufolge wurde auf Betreiben des TARDEC auch noch eine Art Hardkill-System eingebaut, und mit dem aktiven Radar gekoppelt. Gleichzeitig wurde die Bedrohung in einem Lethality Index von 1 bis 5 eingeordnet, und auf einem Flachbildschirm dem Kommandanten dargestellt. Das System warnte die Besatzung auch durch eine Sprachausgabe vor der Bedrohung, um das Situationsbewusstsein zu verbessern und um dem Fahrer zu animieren, auf Anweisung in Deckung zu fahren (man-in-the-loop). Ansagen waren zum Beispiel:
- Bei einem Luftangriff: „Aircraft 11 o'clock, jam, jam, cover!“ Der Radarstörsender wurde aktiviert, der Fahrer soll in Deckung fahren.
- Bei der Lasermarkierung durch einen Kampfhubschrauber: „Helicopter 1 o'clock, decoy, 1 o'clock, decoy, cover, cover!“ Der Laserstörsender wurde aktiviert, der Fahrer soll in Deckung fahren.
- Bei einer bodengestützten SACLOS-Lenkwaffe auf das Fahrzeug: „Missile, Missile, 3 o'clock, shoot, jam!“ Infrarotstörsender und Blendlaser wurden aktiviert, Hauptwaffe richtet sich auf den Angreifer aus.
- Bei einem Kampfpanzer: „Tank, Tank, 1 o'clock, shoot, 1 o'clock, shoot!“ Blendlaser wurde aktiviert, Waffe richtet sich auf das Ziel aus.
- Bei entdeckten Optiken: „Optics, Optics, 11 o'clock, 11 o'clock!“ Blendlaser wurde aktiviert.
- Bei einem Helikopterangriff: „Helicopter Missile, 5 o'clock, decoy, cover!“ Nebelmittelwurfanlage löst aus, der Fahrer soll in Deckung fahren.
- Bei einer bodengestarteten Beamrider-ATGM: „Laser Missile, 9 o'clock, move, shoot, machine guns 9 o'clock!“ Blendlaser wurde aktiviert, Empfehlung zu fahren und die Waffe auf das Ziel zu richten.
- Bei einem RPG-Angriff: „Missile Launch 4 o'clock, shoot, 4 o'clock, shoot!“ Empfehlung die Waffe auf das Ziel zu richten.
- Bei der Ortung eines Bodenüberwachungsradars: „Radar 11 o'clock, shoot, jam!“ Nebelmittelwurfanlage löst aus, Waffe richtet sich auf das Ziel aus.

Insgesamt gab es 39 verschiedene Gegenmaßnahmen, je nachdem wie viel das System von der Bedrohung wusste (Scout-/Kampfhubschrauber, Kampf-/Schützenpanzer, Lenkmechanismus der Waffe usw.). Das VIDS konnte in drei Modi betrieben werden: Automatisch, halbautomatisch und manuell. Im halbautomatischen Modus musste der Kommandant die Freigabe erteilen, bevor die Gegenmaßnahmen ausgelöst wurden. Die Effektivität des VIDS wurde noch 1995 im Mounted Warfare TestBed in Fort Knox getestet. Dazu wurden vier M1-Panzerbesatzungen (ohne Lader) am Simulator zu einem virtuellen Zug zusammengefasst, und über mehrere Wochen hinweg verschiedene VIDS-Konfigurationen halb- oder vollautomatisch in virtuellen Gefechten erprobt. Das Ergebnis war, dass das VIDS die Überlebensfähigkeit steigerte: Im Vergleich wurden VIDS-Züge weniger häufig von Kampfpanzern angegriffen, getroffen und zerstört, die Schussentfernung des Gegners wurde reduziert. Auch wurden wesentlich weniger Treffer auf kurze und weite Entfernungen von Panzerabwehrlenkwaffen eingefangen. Eine steigende Zahl an Sensoren auf den Fahrzeugen erhöhte die Überlebenswahrscheinlichkeit des Zuges, allerdings war der Eigenbeschuss bei VIDS-Einheiten höher. Der virtuelle Gegner konnte etwas früher entdeckt, und etwas schneller zerstört werden. Langfristig war noch die Integration einer Freund-Feind-Erkennung geplant.

### Mobilität
Bereits im August 1982 startete das US Army Tank-Automotive Command (TACOM) die Entwicklung des Advanced Integrated Propulsion System (AIPS), um ein neues Antriebssystem für zukünftige Kampfpanzer zu schaffen. Dabei sollte dieselbe Antriebsleistung wie bei der Kombination von AGT1500-Gasturbine und X1100-3B-Getriebe zur Verfügung stehen, allerdings mit wesentlich kompakteren Abmessungen. Es wurde die Option eines Diesel- (AIPS-D) und eines Turbinenantriebs (AIPS-T) untersucht. Als Maßgabe verlangte das TACOM eine Nettoleistung am Triebrad (engl. sprocket power) von 1050 HP (150 m über NN bei 30 °C), was mit 783 kW unter der Nettoleistung des M1 Abrams und des Leclerc mit etwa 820 kW liegt, aber deutlich höher als beim Leopard 2 mit 680 kW ausfällt. Die Traktionsleistung sollte maximal bei dem 1,2-fachen des Fahrzeuggewichtes liegen, und dem 0,7-fachen bei Dauerleistung. Als Höchstgeschwindigkeit waren 75 km/h vorwärts und 30 km/h rückwärts vorgesehen. Um einen Verbrauchsvergleich durchführen zu können, wurde ein Verbrauchszyklus über einen durchschnittlichen Gefechtstag aufgestellt, an dem sich die Teilnehmer mit der AGT1500-Gasturbine messen lassen mussten. Als Zielvorgabe wurde eine Verbrauchshalbierung angepeilt. Wichtigstes Kriterium war, dass der Raumbedarf 194 Kubikfuß (5,5 m³) nicht übersteigen durfte, und das Aggregat mit den Einbaumaßen im Heck eines M1 vorliebnehmen musste. Im Juli 1984 erhielt ein Konsortium unter Führung von General Electric den Zuschlag für das AIPS-T, während Cummins den Entwicklungsauftrag für das AIPS-D zugesprochen bekam.
- AIPS-T: GE benannte sein AIPS als LV100. Die Hauptkomponenten sind hier der Turbinenkern, das Getriebe samt Bremsen, der Rekuperator, die Kühler, das System zur IR-Unterdrückung, die Treibstoffzufuhr und die Luftfilter. Die Hochdruckturbine basiert auf der GE T700, während der Niederdruckteil von der MTU 7042 abgeleitet wurde. Um den Kraftstoffverbrauch über einen weiten Drehzahlbereich zu senken, wurden eine Reihe von Technologien implementiert: Verstellbare Kompressorschaufeln, monokristalline Schaufelblätter und moderne Injektoren. Ziel war es den Verbrennungsprozess bei größtmöglicher Temperatur ablaufen zu lassen, und möglichst viel Wärme im Rekuperator wiederzugewinnen. General Electric gab an, den Verbrauch über den Zyklus um 45 % gegenüber der AGT1500 gesenkt zu haben. Das AIPS-T benötigt weniger Raum als vertraglich zugesichert, zudem ist der Kraftstoffvorrat im vorderen Bereich des Antriebes untergebracht, so dass dieser auch in die Kettenschultern oder anderswo hin verlegt werden könnte, um die Bautiefe weiter zu verkürzen. Das komplette Aggregat mit IR-Unterdrückung, selbstreinigenden Luftfiltern und integrierter Auxiliary Power Unit (APU) wiegt 5,5 tons (4,9 Tonnen).[9][6]

- AIPS-D: Cummins bezeichnete sein AIPS als XAP-1000, wobei der Dieselmotor die Bezeichnung XAP-28 erhielt. Der XAV-28 ist ein V-12 Viertaktmotor mit hohem Ladedruck und geringer Wärmeabgabe. Der Bankwinkel beträgt 60°. Die Bohrung beträgt 150 mm, der Hub 130 mm. Der Hubraum ist mit 27,5 Litern etwa nur halb so groß wie beim Leopard 2. Das Trockengewicht des Motors liegt bei 1891 kg, der Verbrauch fällt etwas geringer als bei der Gasturbine aus.[9] Der XAP-28 ist ein fast-adiabater Dieselmotor, durch die geringe Wärmeabgabe konnte auf eine Wasserkühlung verzichtet werden. Das Motoröl reicht dabei aus um die Wärme abzuführen. Die größere Energie der höheren Abgastemperaturen wird dazu genutzt, eine Auxiliary Power Unit (APU) zu betreiben.[6] Während die Herausforderung eines Gasturbinenantriebes darin besteht den Verbrauch zu senken, liegt die Schwierigkeit beim Dieselmotor in der Volumenreduzierung. Um trotz des kleinen Hubraumes genügend Leistung und Ansprechverhalten zu erzielen, wurde ein Turbolader mit variabler Schaufelstellung und einem Druckverhältnis von 3,8 mit nur einer Stufe eingebaut. Mit Einspritzdrücken von über 20 ksi (1389 bar), die direkt am Zylinderkopf erzeugt werden, konnten ebenfalls Verbesserungen erzielt werden. Obwohl auch das XAP-1000 kleiner als die AIPS-Anforderungen ist, konnten die Abmessungen des AIPS-T nicht erreicht werden.[9]

Beide Antriebe verwenden dasselbe Getriebe von Allison mit sieben Vorwärts- und zwei Rückwärtsgängen. Das XAP-1000 benötigt 175 ft³ mit Treibstoff für einen Gefechtstag, die LV100 liegt mit 170 ft³ nur etwas darunter. Dieser Volumenvorteil ändert sich wenn Kraftstoff für zwei Gefechtstage verlangt wird. In diesem Fall benötigt das XAP-1000 205,1 ft³ und die LV100 206,8 ft³, wobei der Unterschied bedeutungslos ist. Die Gasturbine benötigt mehr gefilterte Luft, allerdings ist der gesamte Luftbedarf des Diesels durch die Kühlung höher. Der Luftbedarf bestimmt wiederum die Größe der Kühlergrätings, welche eine ballistische Schwachstelle darstellen, und für ein gegebenes Schutzniveau dreimal schwerer sind als eine normale Panzerung. Die Fläche der Kühlergrätings ist beim Diesel mit 20 ft² (1,85 m²) etwa doppelt so hoch wie bei der Gasturbine. Werden diese externen Faktoren mit einbezogen, ist das XAP-1000 etwa 1,7 tons (1,5 Mg) schwerer als die LV100, mit Kraftstoff für einen Gefechtstag.
Konsequenterweise stellte Cummins am 1. November 1993 die Entwicklung des Diesels ein, während GE mit der LV100 das Rennen machte. Die Turbine lief zu dieser Zeit bereits erfolgreich in einem 200-Stunden-Sandansaugtest, wobei die körnige Substanz zu 99,995 % abgeschieden werden konnte. Während dieser Zeit passierten nur 230 Gramm Sand die Turbine, welche ohne Leistungseinbußen arbeiten konnte. TCM wählte daraufhin die LV100 für das Armored Systems Modernization (ASM) common chassis aus.
Das Fahrzeug sollte mit einem hydropneumatischen Fahrwerks ausgerüstet werden, eine variable Höhenverstellung war als Option vorgesehen. Ein aktives Fahrwerk, das sich vorausschauend dem Gelände anpasst, wurde als noch nicht serienreif erachtet. Zumindest die Kettenspannung sollte automatisch reguliert werden. Das Chassis sollte sechs Laufrollen pro Seite aufweisen.

### Bewaffnung
Aufgrund der Angst, dass der Kampfpanzer M1 durch den FST-3 deklassiert werden könnte, begann 1985 die Entwicklung der XM291 Advanced Tank Cannon (ATAC), um die geforderte Vernichtungsleistung zu erzielen. Die hysterischen Forderungen aus der Anfangszeit der Entwicklung, wo Mündungsenergien von über 18 MJ gefordert wurden, wichen aber mit der Zeit einem gesunden Pragmatismus. Statt bei gleicher Penetratortechnologie eine Erhöhung der Mündungsenergie um über 80 % gegenüber der Rh120 (E0 hier ca. 10 MJ) zu fordern, wurde um 1990 „nur“ eine Erhöhung der Durchschlagsleistung um 50 % angestrebt (E0 etwa 15 MJ), um die effektive Reichweite der Waffe um ein Drittel zu steigern. Walter P. Wynbelt, der Technische Direktor des ASM-Programms, sah deshalb auch eine 120-mm-Kanone mit elektrothermisch-chemischer Antriebstechnik (ETC) als mögliche Option, wenn technische Fortschritte in der Leistungselektronik vorlägen. Für den geplanten Einführungszeitraum des Block-III-Panzers konnte die Leistung aber nur durch eine 140-mm-Pulverkanone sicher erreicht werden. Durch den Ladeautomaten sollte die Kadenz gegenüber dem M1 um 75 % steigen.

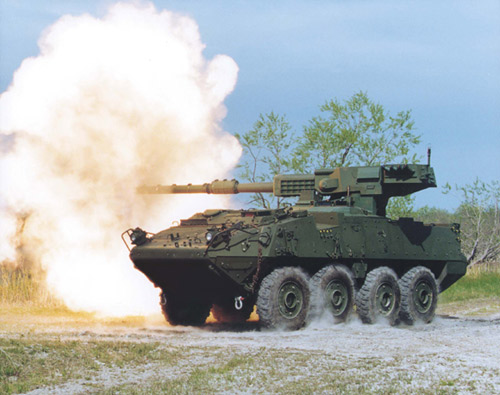
Stryker MGS mit 105-mm-Kanone

Die exakte Bauart des Ladeautomaten unterliegt noch der Geheimhaltung, allerdings kann der wahrscheinlichste Aufbau einem Bericht des ARMOR-Magazins der US-Streitkräfte entnommen werden: Im Heck der Wanne befindet sich ein mehrstöckiger Bandlader, welcher den Munitionsvorrat enthält. Steht der Turm auf 12-Uhr-Position, kann der Bandlader ein Transferstück mit Munition bestücken, welches sich in der Mitte der Turmkorbes zwischen beiden Soldaten befindet. Im Bericht sind hier nur zwei Hebel abgebildet was unsinnig erscheint, wahrscheinlicher ist eine Munitionstrommel wie beim Stryker MGS. In jeder beliebigen Turmstellung kann sich die Trommel nun so drehen, dass die gewünschte Munition am Ladearm zum Stehen kommt. Zum Laden wird das hintere Ende der Kassette angehoben, und dann mit Hilfe eines Ladearms axial in das Heck der Scheitellafette gezogen. Dort schwenkt das vordere Ende der Kassette nach oben, um mit dem Rohr der Waffe fluchtend zu sein. Nun wird die Patrone und die Treibladung mit einem Rammer in die Kammer geschoben und die Waffe verriegelt. Der Prozess läuft nun umgekehrt: Die leere Kassette kippt vorne ab und wird dann durch den Ladearm axial in die Trommel gesteckt, wo das Ende der Kassette ebenfalls abschwenkt. Die Trommel kann sich nun zur nächsten Patrone drehen, und der Zyklus beginnt von vorne. Nach dem Schuss wird der Hülsenstummel über das Heck ausgeworfen.
Die Scheitellafette des Block-III-Panzers sieht dem Low Profile Turret des Expeditionary Tank und des Stryker MGS sehr ähnlich, da alle Produkte von GDLS gefertigt werden. Vermutlich wurden dieselben Pläne verwendet, da die M256- mit der M68-Kanone im Abrams kompatibel ist und die XM291 wiederum mit dem Einbaumaßen der M256 klarkommen musste. Das Stryker Mobile Gun System verwendet an Stelle des Bandladers im Wannenheck eine Munitionstrommel von Meggitt Defense Systems mit 10 Schuss. Diese kann die Transfertrommel bestücken, wenn sich der Turm auf 12-Uhr-Position befindet. Der Rest dürfte, bis auf die kleinere Munition, fast identisch sein. So war als Koaxialwaffe ebenfalls ein Maschinengewehr im Kaliber 7,62 x 51 mm NATO vorgesehen.

## Plattformen

### Kampfpanzer
Das Future Armored Combat System (FACS) sollte den M1 Abrams ablösen und dem FST-3 begegnen. Es sollte dabei das Erstfahrzeug einer schweren Panzerfamilie werden. Da die Army 1991 eine Erhöhung des frontalen Panzerschutzes um 35–50 % gegen KE-Geschosse als Ziel vorgab, dürfte bei einer Schutzwirkung von 880–900 mm RHA eines M1A1HA die Wannenfront des Block-III-Panzers etwa 1190–1350 mm RHA erreichen. Dabei muss berücksichtigt werden, dass die größte Wahrscheinlichkeit getroffen zu werden bei einem Turmpanzer an der Turmfront ist, bei einem Fahrzeug mit Scheitellafette aber an der oberen Wannenfront. Die Unterseite der Wannenfront kann aufgrund des Raumbedarfs des Antriebsstranges nur eingeschränkt für eine voluminöse Frontpanzerung verwendet werden, der Schutz dürfte hier nicht höher liegen als beim Merkava IV, oder dem ehemals projektierten Strv 2000. Da der Seitenschutz um 48 % erhöht werden sollte, wäre der Panzer hier auf jeden Fall gegen RPG-7-Beschuss resistent.

### Pionierpanzer

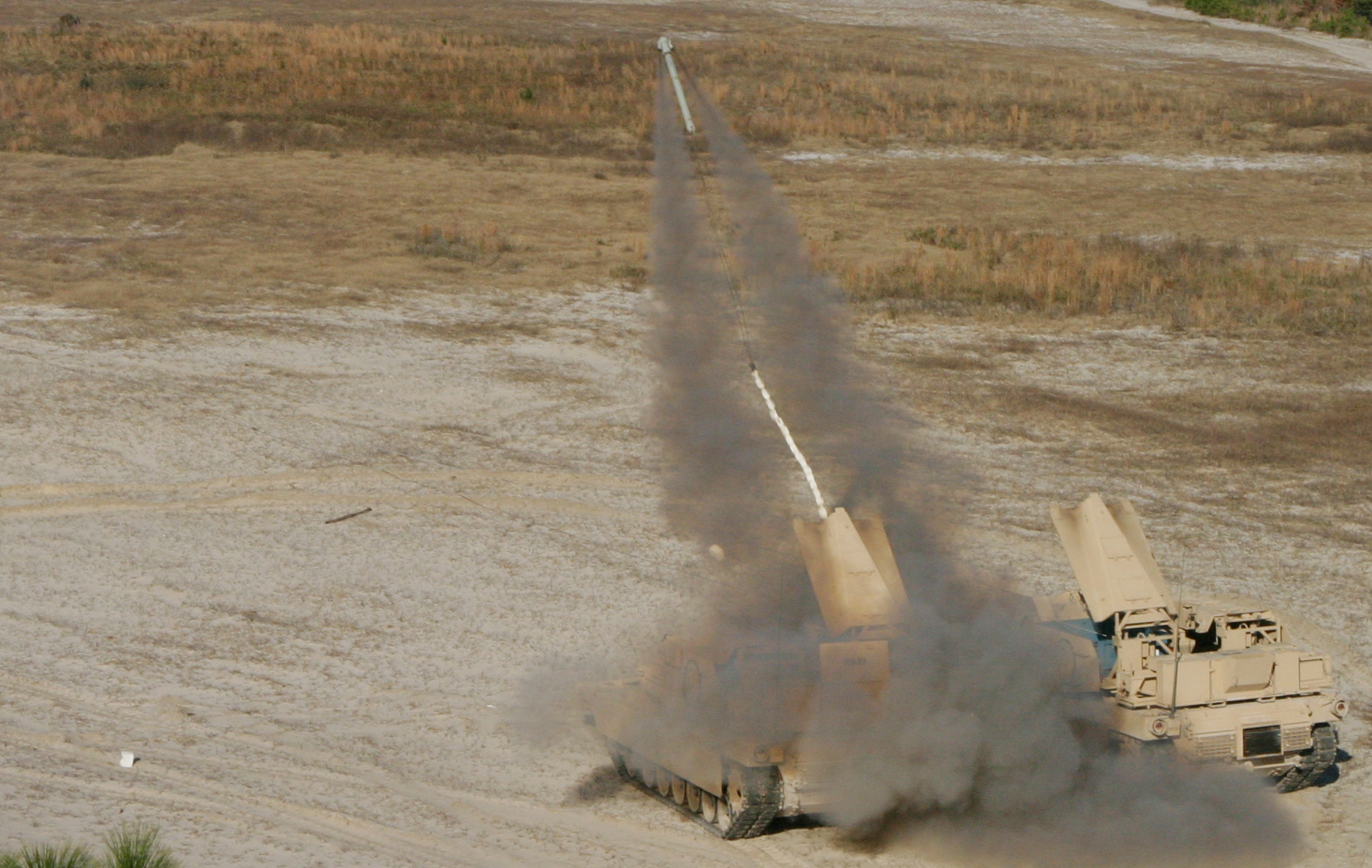
Das Assault Breacher Vehicle beim Feuern von Minenräumschnüren

Das Combat Mobility Vehicle (CMV) sollte das veraltete Combat Engineer Vehicle M728 ersetzen und der Panzertruppe die Möglichkeit geben, Minenfelder und Hindernisse mit hoher Geschwindigkeit zu überwinden, was für das AirLand-Battle-Konzept entscheidend war. Da das M728 nicht mit dem M1 mithalten konnte, kam dem CMV eine besondere Bedeutung zu, um schnell Schwerpunkte bilden zu können. Mit dem Baggerarm sollten Hindernisse beseitigt oder Gräben zugeschüttet werden, eine Fähigkeit, welche die US-Armee damals noch nicht hatte (und bis heute nicht hat). Der Minenpflug sollte automatisch gesteuert werden, um eine konstante Räumtiefe zu erzielen. Beide Systeme wurden Mitte der 80er Jahre an einem M88A1 getestet. Die Besatzung sollte nur aus zwei Mann bestehen, und das Gefechtsgewicht bei 52 tons (47 Mg) liegen.
Nach dem Ende des ASM-Programms wurde von der Army der M1 Grizzly Pionierpanzer entwickelt, der auf der Wanne des M1 aufbaut. Er wurde konstruiert weil ersichtlich wurde, dass es der Army an Pionierpanzern mangelte, die den M1A1 im Angriff folgen konnten. Aufgrund fehlender Geldmittel wurde die Weiterentwicklung der zwei Prototypen im Jahr 2000 eingestellt. Schließlich wurden der Minenräumpanzer Panther II (Army) und das Assault Breacher Vehicle (USMC) beschafft, um zumindest die Grundaufgabe des Minenräumens bewältigen zu können.

### Schützenpanzer
Das Future Infantry Fighting Vehicle (FIFV) besaß prinzipbedingt denselben Panzerschutz wie das FACS und hätte diesem deshalb immer im Gefecht folgen können. Dies war eine wichtige Anforderung der US-Armee an das Fahrzeug, die sie bereits Anfang der 1970er Jahre stellte, mit dem Konzept jedoch am Verteidigungsministerium und Kongress scheiterte, und deshalb mit dem Bradley vorliebnehmen musste. Nun wurde gehofft, dass die Erkenntnis, dass Panzerschutz nicht durch Taktik kompensiert werden kann, bei den Verantwortlichen angekommen war. Die taktische Vorstellung war, dass die Panzergrenadiere auch an Bord bleiben können, bis das Ziel überrollt wurde, um dann direkt vor Ort einzugreifen, ohne sich an die feindlichen Stellungen heranarbeiten zu müssen. Durch die hohe Fahrzeugmasse von bis zu 62 Tonnen wäre die Frontpanzerung um 1100 % stärker als beim M2 Bradley ausgefallen, und die Seitenpanzerung um 200 %. Zusätzlich käme noch die Schutzwirkung des Vehicle Integrated Defense Systems (VIDS) hinzu. Die Bewaffnung sollte eine Maschinenkanone im Kaliber 35–60 mm in einem unbemannten Turm sein, die Durchschlagsleistung sollte sich gegenüber der M242 Bushmaster verdoppeln. Für die Flugkörper war 150 % mehr Vernichtungsleistung im Gespräch, aber kein konkreter Typ. Auf die Kugelblenden und Schießluken sollte zugunsten einen Flächenwirksystems (zb Splittergranaten) zur Abwehr von naher Infanterie verzichtet werden. Die Absitzstärke wurde auf sechs Personen festgelegt.

### Panzerhaubitze

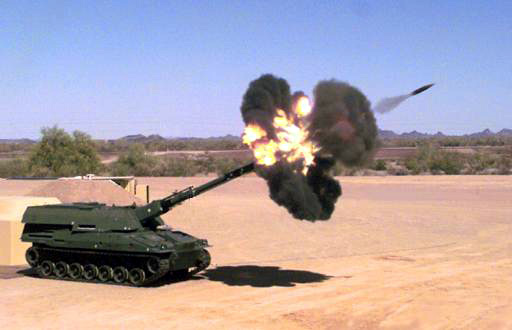
XM2001 beim Schießen

Das Advanced Field Artillery System (AFAS) sollte die längst veralteten Panzerhaubitzen M109 ersetzen und war das einzige vom Kongress befürwortete Fahrzeug. Bei der Entwicklung wurde untersucht, ob die Verwendung von flüssigen Treibladungen sinnvoll sei, oder ob wie bisher Beutel- oder Stangentreibladungen verwendet werden sollten. Entwicklungsziel war die Reichweite mit Standardgeschossen auf 40 km zu steigern, und die Feuergeschwindigkeit gegenüber der M109 um 300 % zu steigern. Beim Schießen im MRSI-Verfahren sollten vier Granaten gleichzeitig im Ziel einschlagen können. Die anspruchsvolle Anforderung mindestens 12 Granaten pro Minute verschießen zu können, und dies über 5 Minuten hinweg, erforderten ein Magazin mit 60 Schuss und ein wassergekühltes Waffenrohr (vgl. PzH 2000 mit ca. 8 Schuss/min). Durch die automatische Beladung durch das FARV-A sollte die Nachlagezeit gegenüber der M109/M992-Kombination um 2/3 gesenkt werden.
Die Besatzung sollte dabei von der Munition und dem Antriebsraum getrennt in einem Kompaktkampfraum untergebracht werden. Der Ladevorgang sollte dabei vollautomatisch erfolgten. Der Dachschutz sollte vor Top-Attack-Munition und feindlichem Gegenfeuer schützen. Nach dem Ende des ASM-Programms wurde das Projekt getrennt als XM2001 Crusader weitergeführt. Die Haubitze, die LV100-5 Gasturbine und der Kompaktkampfraum wurden übernommen. Wie beim Versuchsträger TTB saßen die drei Besatzungsmitglieder nebeneinander im Wannenbug. Das Projekt wurde zugunsten der NLOS-C des Future Combat Systems eingestellt.

### Versorgungspanzer
Das Future Armored Resupply Vehicle - Artillery (FARV-A) sollte die AFAS mit Geschossen, Treibladungsmodulen und Kraftstoff versorgen, und wäre auf Basis des Common Medium-protection level Chassis (CMC) verwirklicht worden. Dieses hätte aus Kostengründen aus einer modifizierten Wanne des M2 Bradley bestanden. Das Ladefahrzeug sollte statt eines Drehturmes mit Kanone einen starren Aufbau mit einem „Rüssel“ besitzen. Der „Rüssel“ wird in das Heck der Haubitze gesteckt, über ihn sollten Treibstoff, Granaten und Treibladungsmodule automatisch vom Ladefahrzeug in die Panzerhaubitze transferiert werden. Durch das Konzept wäre eine Versorgung auch unter Beschuss von Artillerie, Kleinwaffen und NBC-Bedrohung möglich gewesen. Für das Munitionsmanagement sollte jede Granate mit einem Chip ausgerüstet werden, der automatisch ausgelesen würde, sobald das Geschoss durch den ferngesteuerten Lademechanismus an Bord des AFAS gezogen worden wäre. Ein Ladefahrzeug, das nach diesem Prinzip arbeitet, wurde später auch für das Crusader-Projekt entwickelt.

### Jagdpanzer
Das LOS-AT (line-of-sight antitank) war als Raketenjagdpanzer geplant und sollte ebenfalls auf dem Common Medium-protection level Chassis (CMC) aufbauen. Der Panzer sollte das M901 ITV (improved TOW vehicle) ersetzen. Das Fahrzeug sollte mit einer Kinetic Energy Missile (KEM) bewaffnet werden, welche ein Wuchtgeschoss auf die Geschwindigkeit einer Panzerkanone beschleunigen konnte. Ein Vorteil wäre unter anderem,
das gegenüber der TOW doppelt so viele Flugkörper mitgeführt werden könnten (24 statt 12), und die Reichweite auf etwa 5000 m steigen würde. Der Flugkörper wurde später als MGM-166 LOSAT zur Serienreife entwickelt, und Testschüsse auf modifizierten HMMWVs durchgeführt. Eine Truppeneinführung fand jedoch nicht statt.

## Wissenswertes
Die Einstellung des ASM-Programms kann getrost als Treppenwitz der Geschichte betrachtet werden: Nach dem Ende des Kalten Krieges wurde eine Fahrzeugmasse von bis zu 63,5 Mg als nicht mehr zeitgemäß erachtet, und eine leichtere, luftverladbare Panzerplattform gefordert. Dafür wurde das FCS-Programm gestartet, welches 1996 erst als Panzerkonzept begann, und 1999 unter Eric K. Shinseki zur Panzerfamilie ausgebaut wurde. 2009 wurde das Programm von Verteidigungsminister Robert Gates wieder gestrichen, und das GCV-Programm ins Leben gerufen. Militärische Lastenklasse, Technologien  (Drei-Mann-Besatzung, Frontmotor, unbemannter Turm, aktiver Schutz) und Einsatzkonzept sind mit dem ASM-Programm praktisch identisch. Die Planlosigkeit der Politik hat somit etwa 30 Jahre Verzögerung und Milliarden von Dollar gekostet, ohne dass ein konkretes Fahrzeug in die Truppe eingeführt wurde. Trotzdem war das ASM-Programm richtungsweisend für eine Reihe von Technologien und Konzepten, die auch von anderen Ländern übernommen wurden:
- Das ab 1998 in US-britischer Zusammenarbeit entwickelte Future Scout and Cavalry System (FSCS), bei den Briten als Tactical Reconnaissance Armoured Combat Equipment Requirement (TRACER) bezeichnet, sollte viele Sensorkonzepte wie Mikrophone, Laser usw. des Vehicle Integrated Defense Systems (VIDS) übernehmen. Die Manned Ground Vehicles des FCS-Programms setzten fast vollständig auf aktiven Schutz, vermutlich als Folge der Euphorie über die Leistungen des VIDS und der Revolution in Military Affairs.

- Die ab 1996 entwickelte Splitterskyddad Enhetsplattform (SEP) und das ab 1998 entwickelte Multirole Armoured Vehicle (MRAV) übernahmen die im ASM-Programm aufgeworfene Idee, auf ein identisches Fahrmodul versionsspezifische Missionsmodule zu setzen.

- Die Bundeswehr stellte 1995 die Entwicklung am Panzerkampfwagen 2000 ein, zugunsten einer schweren Einheitsplattform. Die dahinter stehenden Idee einer Kostensenkung war dieselbe wie bei der US-Armee. Später wurde mit dem Multirole Armoured Vehicle (MRAV) die Entwicklung einer mittleren Einheitsplattform gestartet. Die volle Entfaltung beider Projekte scheiterte auch hier an der Politik.

- Das AN/VLQ-6 Missile Countermeasure Device (MCD) steht ab 1991 der Panzertruppe zur Verfügung, und kann auf den M1 Abrams oder den M2 Bradley montiert werden. Im Gegensatz zum VIDS ist das „HardHat“ aber weder beweglich, noch in einen Sensor-Rechner-Wirkverbund integriert.

- Das AN/VLQ-7 Stingray wurde zu Testzwecken im Golfkrieg an zwei Bradleys montiert, wurde nach offiziellen Angaben aber nie benutzt.[13] Ein sehr ähnliches System wird ab 1999 im chinesischen Kampfpanzer Type 99 verbaut.

- Die anfängliche Fahrzeugpalette des ASM-Programms sah noch ein Non-Line of Sight System - Anti-Tank/Air Defense (NLOS-AT/AD) Fahrzeug vor, welches Luft und Bodenziele gleichermaßen bekämpfen sollte. Daraus entwickelte sich das Forward Area Air-Defense (FAAD) Programm der US-Armee, das mit dem Ende des Kalten Krieges eingestellt wurde. Der Universalflugkörper enthielt die Bezeichnung MIM-146, das Fahrzeug wurde ADATS genannt.

- Der Ladeautomat und der Kompaktkampfraum des Advanced Field Artillery System (AFAS) wurde für die XM1203 Non-Line-of-Sight Cannon übernommen. Die Kernbesatzung wurde allerdings auf zwei Mann reduziert.

- Der Ladeautomat des Tank Test Bed (TTB) wurde für die XM360-Kanone des XM1202 Mounted Combat System übernommen.

- Der leichte Expeditionary Tank ähnelt dem Block-III-Panzer, da beide Fahrzeuge zur gleichen Zeit von General Dynamics Land Systems entwickelt wurden.

- Das automatisierte Ladeverfahren zwischen Advanced Field Artillery System (AFAS) und Future Armored Resupply Vehicle - Artillery (FARV-A) wurde für die südkoreanische Panzerhaubitze K9 Thunder und ihr Versorgungsfahrzeug K10 übernommen.

- General Dynamics Land Systems präsentierte auf der AUSA 2009 Modelle von „Advanced Combat Vehicles“, wobei der Kampfpanzer mit dem Block-III-Panzer praktisch identisch war.[14]